# Laura Pradelli
Laura Pradelli, née le 6 février 1993, est une karatéka belge.
Elle est médaillée de bronze en kumite dans la catégorie des moins de 68 kg aux Championnats d'Europe de karaté 2011 et dans la catégorie des plus de 68 kg aux Championnats d'Europe de karaté 2013.